# Tucacas
Tucacas es la ciudad capital del Municipio José Laurencio Silva, ubicada en el Estado Falcón, Venezuela. Es principalmente conocida por sus playas y paisajes, en la ciudad se encuentra ubicado el parque nacional Morrocoy, el cual representa uno de los principales atractivos turísticos del país.
Se estimó una población de 47 885 habitantes para Tucacas, según el Instituto Nacional de Estadísticas (INE) para 2023.
Se encuentra ubicada en una bahía protegida al norte de Venezuela, frente al territorio autónomo del Reino de los Países Bajos, Curazao, a unos 248 km al oeste de la capital venezolana (Caracas).

## Historia
Según la tradición oral local, el nombre de Tucacas se originaría de la figura legendaria de una joven indígena llamada Tucanca. De acuerdo con los relatos recogidos por el Padre Pánfilo de la Hoz, miembros de la etnia Paraguanes compartieron detalles sobre la existencia de esta muchacha, descrita como hermosa e hija única de Urumacán, uno de los hombres de mayor confianza del cacique Cumarebo. 
Tucacas comenzó a tener mayor importancia el 6 de agosto de 1499, después de la llegada del conquistador español Alonso de Ojeda a la población, quién llegó acompañado de Américo Vespucio y Juan de la Cosa. La población fue un lugar de interés para los contrabandistas y corsarios, quienes realizaron grandes altercados en tierra firme, entre el Golfo Triste y en la costa de Chichiriviche. En 1499, Tucacas era simplemente una población pequeña, y junto con otros pueblos vecinos, formaba parte de la jurisdicción de El Tocuyo, en la época en que se comenzaba a fundar las principales ciudades de Venezuela. 
La población fue asiento de la Compañía Bolívar, la cual administró los servicios de trenes, los cuales tenían comunicación directa con las minas de cobre de Boca de Aroa y con su población. En efecto, Tucacas fue la primera ciudad venezolana en tener su propio servicio ferroviario, en el actual Estado Yaracuy. El cual estuvo diseñado para transportar el mineral de cobre extraído de las Minas de Aroa y después llevarlo hasta el Puerto de Tucacas para su trasladó a Inglaterra y Reino Unido. Es importante señalar que Tucacas y Chichiriviche, fueron parte del Estado Lara, hasta finales del siglo XIX.

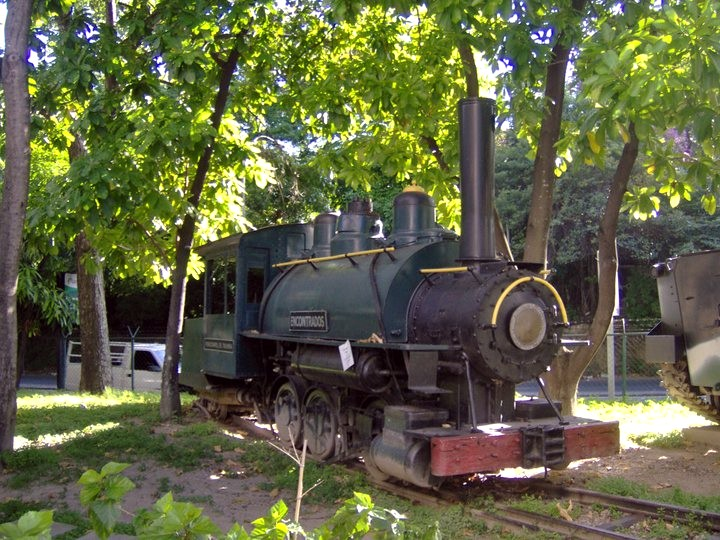
En 1873, la empresa británica The Bridgewater Foundry, inauguró el primer servicio ferroviario de Venezuela en Tucacas.

Tras el descubrimiento de arrecifes e islotes, Tucacas cobró un gran auge como un polo turístico a nivel nacional e internacional, razón por la cual en mayo de 1974, por decreto presidencial, se creó el parque nacional Morrocoy, a fin de preservar y proteger estás formaciones naturales.

## Barrios y Urbanizaciones
El Cañito, 8 de diciembre, Urb. José Laurencio Silva, La Quinta, Nueva Tucacas, Caño Salado, Alí Primera, Libertador, Ízate, Las Brisas, Urb. Federico Eekhout, Los Corales, Puerto Flechado, Santa Rosa o Araguita, 
Como principal Urbanización se encuentra El Tuque, donde se encuentra ubicado el principal suministro de agua que es distribuido por las zonas de Tucacas.

## Economía local

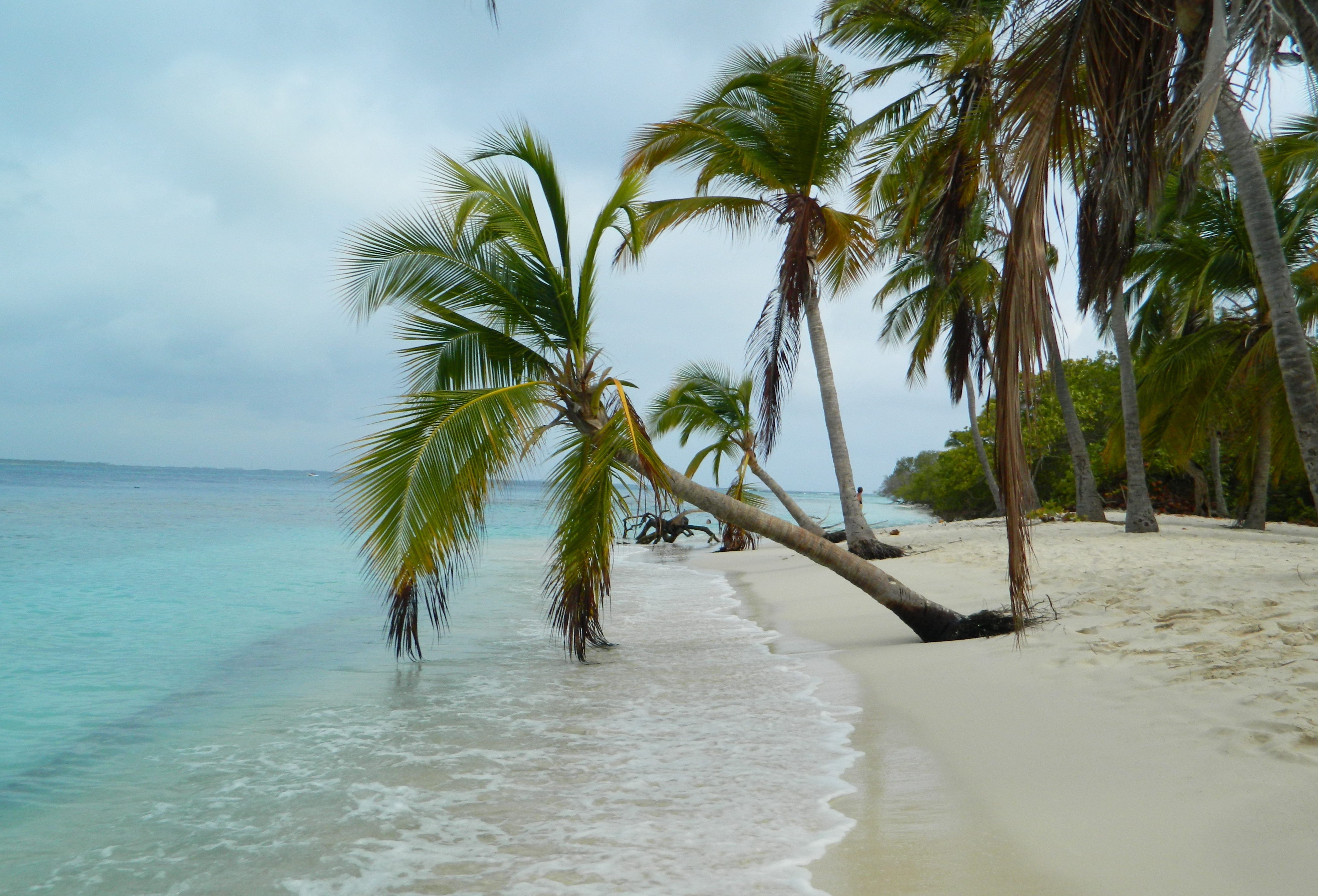
Cayo Sombrero, Tucacas, Edo. Falcón.

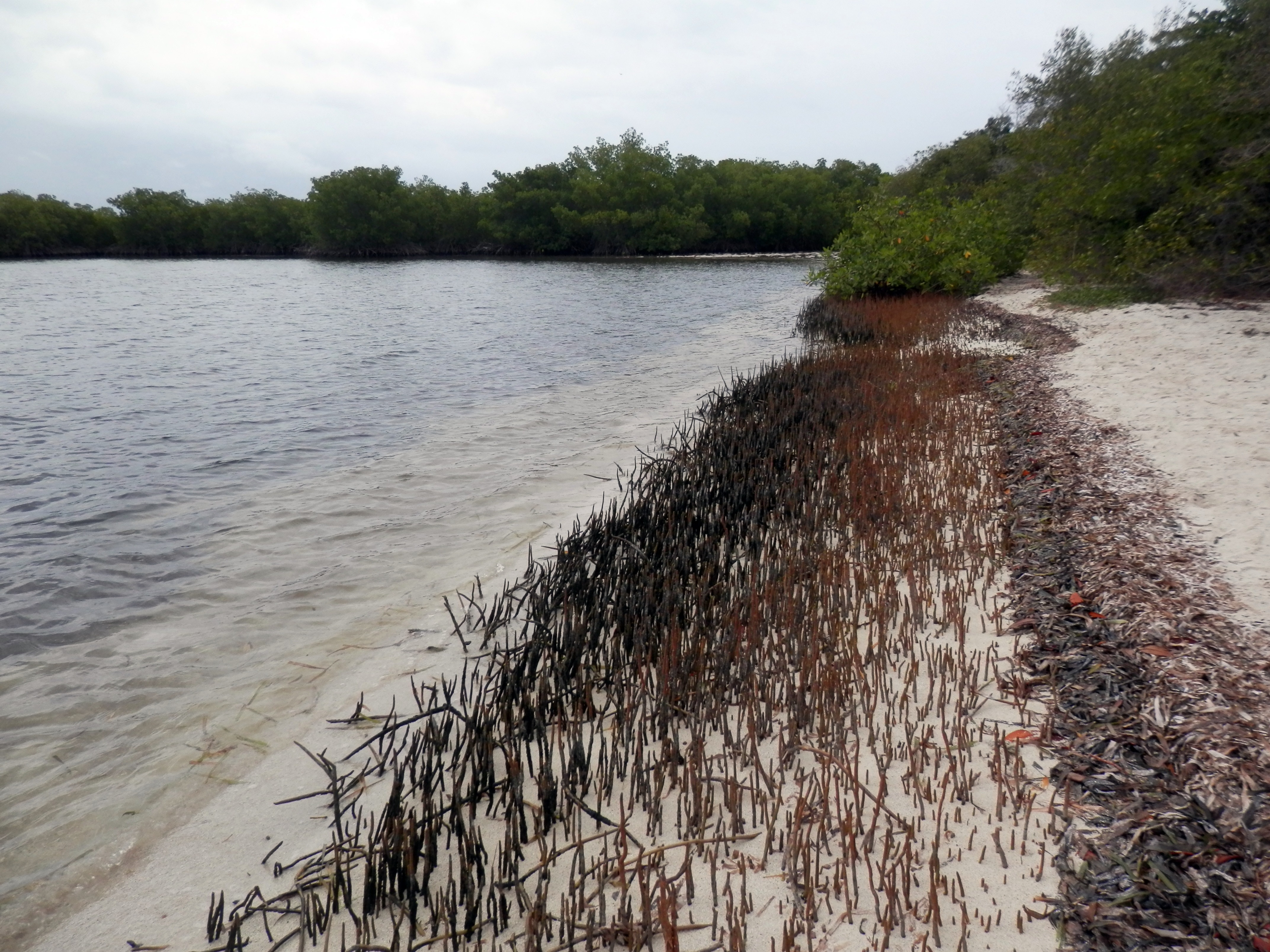
Cayo Paiclá, Tucacas, Edo. Falcón.

Tucacas, cuya principal actividad comercial es el turismo, alberga el parque nacional Morrocoy, que es su principal atracción. Desde allí salen pequeñas embarcaciones acondicionadas para llevar turistas a los diferentes cayos del parque, entre ellos el Cayo Sombrero, Cayo Boca Seca, Playuelita, Playuela, Playa Sur, Playa Norte, Paiclá, Los Juanes y Las Ánimas. También se accede a través de un puente al cayo Punta Brava, el más cercano a la costa y el único con acceso vehicular.

## En la Cultura Popular
- El grupo musical Rawayana, tiene una canción de nombre Tucacas, en honor a la ciudad.[7]
- También el compositor Aldemaro Romero le dedicó un tema musical llamado igualmente Tucacas.